# Герб Кампу-Майора
Ге́рб Ка́мпу-Майо́ра — офіційний символ містечка Кампу-Майор, Португалія. Використовується як територіальний герб. У срібному щиті навхрест дві зелені пальмові гілки, по центру яких португальський щиток із золотим обрисом. Між гілками чотири червоні леви, що стоять на задніх лапах і тримають правицею срібні мечі . Щит увінчує срібна мурована містечкова корона з чотирма вежами.  Під щитом біла стрічка, на якій великими літерами напис португальською: «lealdade e valor; leal e valorosa vila de Campo Maior» (вірність і відвага; вірне і відважне містечко Кампу-Майор).  Офіційно затверджений 12 червня 1936 року.  

## Галерея

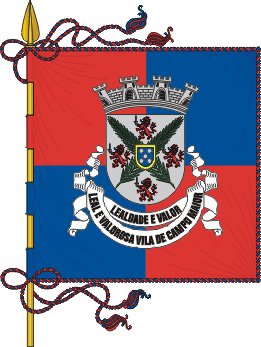
Прапор